# Dankwartstraße 55 (Wismar)
Das Wohn- und Geschäftshaus Dankwartstraße 55 in Wismar-Altstadt, Dankwartstraße, ist ein Doppelhaus und stammt aus dem 17. bzw. 19. Jahrhundert.
Das Gebäude steht unter Denkmalschutz. Es wird heute durch Wohnungen, Büros und einen Laden genutzt.

## Geschichte
Das zweigeschossige verputzte Doppelgiebelhaus im Stil des Barocks und auch der Neorenaissance hat zwei- bzw. dreigeschossige geschweifte Giebel mit einem Rund- bzw. Dreieckabschluss. Es waren ursprünglich zwei getrennte und unterschiedliche Häuser, die später zu einem Doppelhaus wurden. Die Kerne der ursprünglichen Gebäude stammen aus dem 17. Jahrhundert und wurden 1680 im Alten Stadtbuch und 1710 im Wasserleitungsplan (Nordhaus, rechts) erwähnt. Reste aus dem Mittelalter (Nordhaus mit einigen Außenwänden und Holzbalken) konnten festgestellt werden.
Im südlichen Traufenhaus war ursprünglich eine Schmiede, im nördlichen Giebelhaus ein Backhaus. Im 19./20. Jahrhundert fanden starke Veränderungen statt und die Straßenfassaden erhielten ihre Gestalt, wobei im nördlichen Giebel ältere Gliederungen erhalten blieben (Lukenreihen). Die zweiflügelige aufgedoppelte Haustür stammt aus dem 18. Jahrhundert. Der Gewölbekeller des linken Hauses wurde durch eine Weinhandlung genutzt.
Die Häuser wurden 1993/94 nach Plänen von Hermann Ziegenhals auch mit Mitteln der Städtebauförderung saniert. Sie werden seitdem durch Läden, Büros und Wohnungen genutzt.